# Hans Henning Hahn
Hans Henning Hahn (* 27. Dezember 1947 in Zwickau) ist ein deutscher Historiker.
Hans Henning Hahn studierte Geschichte, Osteuropäische Geschichte, Germanistik und Völkerrecht an den Universitäten Köln und Freiburg. Im Jahr 1976 wurde er an der Kölner Universität bei Theodor Schieder promoviert. Von 1977 bis 1988 war er Wissenschaftlicher Assistent in Köln. Die Habilitation erfolgte 1986 an der Universität zu Köln. In den Jahren von 1988 bis 1992 hatte er Lehrstuhlvertretungen an den Universitäten Heidelberg, Warschau, Bielefeld, Köln und Göttingen. Von 1992 bis zu seiner Emeritierung lehrte Hahn als Professor für osteuropäische Geschichte an der Carl von Ossietzky Universität Oldenburg. Seine Forschungsschwerpunkte sind die Beziehungen zwischen Deutschland und seinen östlichen Nachbarn im 19. und 20. Jahrhundert, die Historische Stereotypenforschung sowie die Gedächtniskultur. Er ist Mitglied der Vereinigung für Verfassungsgeschichte. Hans Henning Hahn ist verheiratet mit Eva Hahn.
Am 3. September 2010 erhielt er die Dankesmedaille des Europäischen Zentrums der Solidarność im Reichstagsgebäude in Berlin im Beisein von Bundestagspräsident Norbert Lammert. Die Medaille überreichte ihm der polnische Staatspräsident Bronisław Komorowski. Im Jahre 2011 wurde ihm das Großkreuz des Verdienstordens der Republik Polen verliehen. 2021 wurde er gemeinsam mit Robert Traba für die Herausgabe des mehrbändigen Werkes Deutsch-Polnische Erinnerungsorte mit dem DIALOG-Preis der Deutsch-Polnischen Gesellschaft Bundesverband ausgezeichnet.
Hahn ist Gründungsmitglied des Geschichte und Zukunft e. V. Der Verein fördert wissenschaftliche Publikationen zur Auseinandersetzung mit den völkischen Wissenschaften unter nationalsozialistischer Herrschaft. Hahn lebt in Gerolstein.

## Schriften
Monografien
- mit Eva Hahn: Die Vertreibung im deutschen Erinnern. Legenden, Mythos, Geschichte. Schöningh, Paderborn u. a. 2010, ISBN 978-3-506-77044-8 (Rezension).
- Außenpolitik in der Emigration. Die Exildiplomatie Adam Jerzy Czartoryskis 1830–1840 (= Studien zur Geschichte des neunzehnten Jahrhunderts. Abhandlungen der Forschungsabteilung des Historischen Seminars der Universität Köln. Bd. 10). Oldenbourg, München u. a. 1978, ISBN 3-486-48451-6 (Vollständig zugleich: Köln, Universität, Dissertation, 1976).

Herausgeberschaften
- mit Robert Traba: Polsko-niemieckie miejsca pamięci [= Deutsch-polnische Erinnerungsorte], 4 Bände, Wydawnictwo Naukowe Scholar, Warszawa 2012–2015.
- mit Heidi Hein-Kircher: Politische Mythen im 19. und 20. Jahrhundert in Mittel- und Osteuropa (= Tagungen zur Ostmitteleuropa-Forschung. Bd. 24). Verlag Herder-Institut, Marburg 2006, ISBN 3-87969-331-5 (online).
- Stereotyp, Identität und Geschichte. Die Funktion von Stereotypen in gesellschaftlichen Diskursen (= Mitteleuropa – Osteuropa. Oldenburger Beiträge zur Kultur und Geschichte Ostmitteleuropas. Bd. 5). Lang, Frankfurt am Main u. a. 2002, ISBN 3-631-38473-4.
- mit Jens Stüben: Jüdische Autoren Ostmitteleuropas im 20. Jahrhundert (= Mitteleuropa – Osteuropa. Oldenburger Beiträge zur Kultur und Geschichte Ostmitteleuropas. Bd. 1). 2. überarbeitete Auflage, Lang, Frankfurt am Main u. a. 2002, ISBN 3-631-34124-5.
- mit Heinrich Olschowsky: Das Jahr 1956 in Ostmitteleuropa. Akademie-Verlag, Berlin 1996, ISBN 978-3-05-002640-4.